# Campogalliano
Campogalliano é uma comuna italiana da região da Emília-Romanha, província de Modena, com cerca de 7.745 habitantes. Estende-se por uma área de 35 km², tendo uma densidade populacional de 221 hab/km². Faz fronteira com Carpi, Correggio (RE), Modena, Rubiera (RE), San Martino in Rio (RE).

## Demografia
| Variação demográfica do município entre 1861 e 2011                               |
|                                                                                   |
| Fonte: Istituto Nazionale di Statistica (ISTAT) - Elaboração gráfica da Wikipedia |